# Hans III. Glockengießer
Hans III. Glockengießer (* um 1490; beerdigt am 9. September 1559) war ein deutscher Glockengießer.
Glockengießer war Sohn von Hans II. Glockengießer und von Agnes Diem, Witwe von Stephan Sachs, Münzmeister. Großvater väterlicherseits war Konrad der Ältere (1410–1486), Sohn von Hans I. Glockengießer. In erster Ehe heiratete er 1518 Babara Grätz und am 6. September 1540 in zweiter Ehe Ursula Ungelter, Witwe von Christoph Glockengießer.
Von 1519 bis 1559 war Glockengießer Ratsgenannter in Nürnberg. Er baute das ererbte Haus zum Glockenstuhl um. 1528 erwarb er den Landsitz Galgenhof, der später Glockenhof hieß. Sein Erbe war sein Stiefsohn Christoph II. Rosenhardt genannt Glockengießer.
Er wurde auf dem Rochusfriedhof in Nürnberg bestattet.

## Glocken
- Eysölden, Pfarrkirche Ss. Thomas und Ägidius
- 1537: Amberg, Pfarrkirche St. Martin
- 1540: Weiden, ev. Pfarrkirche
- 1540: Eichstätter Dom, Die Hallerin
- 1548: Ellwangen, Stiftskirche (Geläute v. 6 Glocken, davon 3 erhalten)
- 1550: Kloster Neresheim (heute Stuttgart, Landesmuseum)
- 1550: Altdorf bei Nürnberg, Laurentiuskirche[1]
- 1551: Grettstadt bei Schweinfurt
- 1551: Gochsheim bei Schweinfurt
- 1552: Nürnberg, Lorenzkirche, Tagmess- und Feuerglocke
- 1558: Sulzbach, Stadtpfarrkirche
- vor 1559: Wemding